# Чжидань
Чжида́нь (кит. упр. 志丹, пиньинь Zhìdān) — уезд городского округа Яньань провинции Шэньси (КНР). Уезд назван в честь Лю Чжиданя, под руководством которого в ноябре 1934 года Северо-Западная красная армия основала в этих местах советский район на границе провинций Шэньси и Ганьсу.

## История
В эпоху Чжоу в этих места жили ди. В эпоху Вёсен и Осеней восточная часть этих мест вошла в состав царства Цзинь, а после того, как три семьи разделили Цзинь — оказалась в составе царства Вэй; на землях западнее реки Лохэ проживали племена жунов. Впоследствии царство Вэй было завоёвано царством Цинь, создавшим в итоге первую в истории Китая централизованную империю. В империи Цинь земли восточнее реки Лохэ вошли в состав уезда Гаону (高奴县). При империи Хань земли к западу от реки Лохэ вошли в состав уезда Гуйдэ (归德县). В 189 году эти места были захвачены гуннами, и надолго перешли под власть кочевников.
Во второй половине IV века эти места вошли в состав государства Ранняя Цинь, объединившего почти весь северный Китай, а затем — в состав государства Поздняя Цинь. В 407 году гунны создали здесь государство Великое Ся. В 427 году эту территорию захватили войска Северной Вэй, после чего северная часть этих земель вошла в состав уезда Гуанло (广洛县), а юго-восточная — в состав уезда Иньчэн (因城县). В 451 году в этих местах был ещё образован уезд Цзюйнин (启宁县).
При империи Суй в 583 году уезд Цзюйнин был присоединён к уезду Гуанло. В 601 году из-за практики табу на имена, чтобы избежать использования иероглифа «гуан», которым записывалось личное имя наследника престола, уезд Гуанло был переименован в Цзиньмин (金明县). В 617 году уезд Цзиньмин был присоединён к уезду Фуши (肤施县). При империи Тан в 619 году уезд Цзиньмин был создан вновь, а уезд Иньчэн был переименован в Цзиньчэн (金城县). В 742 году уезд Цзиньчэн был переименован в Фучжэн (敷政县).
При империи Сун в 977 году был образован Баоаньский военный округ (保安军), а уезды были расформированы. Затем эта территория была захвачена чжурчжэнями, которые включили её в состав своей империи Цзинь. В 1172 году Баоаньский военный округ был преобразован в уезд Баоань (保安县), который в 1182 году был поднят в статусе до Баоаньской области (保安州). После монгольского завоевания в 1269 году область была вновь понижена в статусе до уезда.
С 1934 года в этих местах появились войска коммунистов, которые начали создавать собственные органы управления. В ноябре 1934 года уезд Баоань был переименован в Чиань (赤安县). В июне 1936 года в память о командующем Северо-Западной красной армией Лю Чжидане уезд Чиань был переименован в Чжидань.
В 1950 году был создан Специальный район Яньань (延安专区), и уезд вошёл в его состав. В 1958 году уезд Уци был присоединён к уезду Чжидань, но в 1961 году был воссоздан. В 1969 году Специальный район Яньань был переименован в округ Яньань (延安地区). В 1996 году постановлением Госсовета КНР были расформированы округ Яньань и город Яньань, и образован городской округ Яньань.

## Административное деление
Уезд делится на 1 уличный комитет и 7 посёлков.